# بروس شابيرو
بروس شابيرو (بالإنجليزية: Bruce Shapiro)‏ هو صحفي أمريكي، ولد في 1959.